# Ecaterina Dabija
Ecaterina Dabija, död 1683, var en rumänsk adelskvinna, furstinna av Moldavien som gift med Eustratie Dabija. 
Hon var dotter till den moldaviska bojaren Ionașcu Jora. Hon talade grekiska och beskrivs som energisk, kvicktänkt och en god rådgivare. Hon gifte sig med Dumitru Buhuș, som var skattmästare under Vasile Lupus regeringstid mellan 1630 och 1640. Hon gifte sig 1674 med serdar Ștefan, som dog efter att ha deltagit i bröderna Ciogoleas konspiration mot Vasile Lupu. Hon gifte sig för tredje gången med Eustratie Dabija. 1661 valdes hennes make till furste av Moldavien. Hon gifte bort sin dotter Anastasiya Dabizha med Gheorghe Duca och Maria med Iordache Ruset som en del av alliansbyggandet. Hon fungerade som makens rådgivare, och tillsammans slutförde det byggandet av Bîrnova-klostret. 
Efter sin tredje makes död 1666 deltog hon i maktkampen för att få svärsonen Gheorghe Duca vald till Moldaviens tron. 
För att försäkra sig om stödet från Toma Cantacuzino och Constantin Ruset, som också hade hjälpt Eustratie Dabija att få makten, begav hon sig tillsammans med sin dotter, svärson och några moldaviska adelsmän till Istanbul. Där lyckades Dafina Dabija, med hjälp av inflytelserika greker vid sultanens hov, erhålla Moldaviens styre åt Gheorghe Duca. Hon fortsatte att delta i hovlivet som politisk rådgivare under sin svärsons regeringstid: Duca regerade tre gånger i Moldavien och en gång i Muntenia – sammanlagt cirka 15 år – och följde sin dotter på hennes resor till Konstantinopel, varje gång Duca förlorade regeringsmakten och behövde återinstalleras, och slutligen till Bukarest, när han utnämndes till furste i Valakiet.
Ecaterina Dafina Dabija dog 1683 och begravdes i Bîrnova-klostret bredvid sin man.